# Bundesautobahn 392
Bundesautobahn 392 (em português: Auto-estrada Federal 392) ou A 392, é uma auto-estrada na Alemanha.
A Bundesautobahn 392 tem 3 km de comprimento.

## Estados
Estados percorridos por esta auto-estrada:
- Baixa Saxônia